# Кубок Карьяла 2009
Кубок Карьяла 2009 прошёл с 5 по 8 ноября 2009 года.
Турнир был частью хоккейного Евротура 2009/2010 и прошёл в городе Хельсинки в Финляндии.
Выставочный матч Чехия — Швеция был сыгран в городе Йёнчёпинг в Швеции.

## Таблица
| 1 | Россия    |     | 4:3 | 4:1 | 4:3 | 3 | 1 | 2 | 0 | 0 | 12 | 7  | +5 | 7 |
| 2 | Финляндия | 3:4 |     | 7:0 | 2:1 | 3 | 2 | 0 | 1 | 0 | 12 | 7  | +5 | 7 |
| 3 | Швеция    | 1:4 | 0:7 |     | 4:3 | 3 | 1 | 0 | 0 | 2 | 5  | 14 | -9 | 3 |
| 4 | Чехия     | 3:4 | 1:2 | 3:4 |     | 3 | 0 | 0 | 1 | 2 | 7  | 10 | -3 | 1 |

М - место; И — сыграно матчей; В — выигрыш; ВО — выигрыш в овертайме или по буллитам; ПО — проигрыш в овертайме или по буллитам; П — проигрыш, ШЗ — шайб заброшено; ШП — шайб пропущено; РШ — разница шайб; О — очки 
Синим цветом выделены результаты матчей, завершившихся в дополнительное время; красным — по буллитам.

## Матчи турнира
Время местное (UTC+2:00).
| 5 ноября 2009 18:30 | Россия | 4 : 3 (Б) (0:3, 1:0, 2:0, 0:0, 1:0) | Финляндия | Хартвалл Арена, Хельсинки Зрителей: 10 440 |

| Отчёт | Отчёт                                                        | Отчёт | Отчёт            | Отчёт                    |
| --- | ------------------------------------------------------------ | --- | ---------------- | ------------------------ |
| |                                                              | |                  |                          |
| | Василий Кошечкин                                             | Вратари | Петри Веханен    | Судьи: Ларкинг Виннеборг |
| | Голы:                                                        | |                  | Судьи: Ларкинг Виннеборг |
| Олег Сапрыкин (С. Зиновьев, В. Атюшов) 26:26 Данис Зарипов (А. Терещенко, В. Атюшов) 43:46 Алексей Морозов (Д. Зарипов, А. Терещенко) 58:50 Данис Зарипов (вратарь) Сергей Мозякин Алексей Морозов | 0:1 0:2 0:3 1:3 2:3 3:3 Овертайм 0:0 Буллиты 0:0 1:0 1:1 2:1 | 02:59 Марко Анттила (Л. Комаров) 05:01 Яркко Иммонен (М. Анттила ) 07:52 Яркко Иммонен (М. Сейкола) Юкка Воутилайнен (вратарь) Калле Керман (вратарь) Яркко Иммонен |                  | Судьи: Ларкинг Виннеборг |
| |                                                              | |                  | Судьи: Ларкинг Виннеборг |
| |                                                              | |                  | Судьи: Ларкинг Виннеборг |
| |                                                              | |                  | Судьи: Ларкинг Виннеборг |
| 8 мин | Штраф                                                        | 8 мин |                  | Судьи: Ларкинг Виннеборг |
| |                                                              | |                  |                          |
| | 40 (11+14+10+1)                                              | Броски | 42 (13+7+15+7+0) |                          |

| 5 ноября 2009 19:00 | Швеция | 4 : 3 (1:1, 3:0, 0:2) | Чехия | Йёнчёпинг Зрителей: 5403 |

| Отчёт | Отчёт                       | Отчёт | Отчёт                  | Отчёт                  |
| --- | --------------------------- | --- | ---------------------- | ---------------------- |
| |                             | |                        |                        |
| | Стефан Лив                  | Вратари | Лукаш Менцатор (58:59) | Судьи: Буланов Кадыров |
| | Голы:                       | |                        | Судьи: Буланов Кадыров |
| Никлас Нордгрен (М. Нильссон, К. Берглунд) 11:13 Маркус Нильссон (М. Юханссон, С. Лив) 25:35 Маттиас Вейнхандль (Й. Давидссон, М. Тернберг) 28:06 Даниэль Видинг (Л. Умарк) 28:59 | 0:1 1:1 2:1 3:1 4:1 4:2 4:3 | 04:14 Ярослав Беднарж (Р. Червенка, О. Немец) 41:24 Ярослав Беднарж (Р. Червенка) 56:59 Марек Квапил (П. Губачек, Й. Вашичек) |                        | Судьи: Буланов Кадыров |
| |                             | |                        | Судьи: Буланов Кадыров |
| |                             | |                        | Судьи: Буланов Кадыров |
| |                             | |                        | Судьи: Буланов Кадыров |
| 6 мин | Штраф                       | 6 мин |                        | Судьи: Буланов Кадыров |
| |                             | |                        |                        |
| | 23 (9+9+5)                  | Броски | 32 (8+11+13)           |                        |

| 7 ноября 2009 13:00 | Швеция | 1 : 4 (1:2, 0:0, 0:2) | Россия | Хартвалл Арена, Хельсинки Зрителей: 6723 |

| Отчёт                              | Отчёт               | Отчёт | Отчёт             | Отчёт                |
| ---------------------------------- | ------------------- | --- | ----------------- | -------------------- |
|                                    |                     | |                   |                      |
|                                    | Микаэль Теллквист   | Вратари | Георгий Гелашвили | Судьи: Партанен Ренн |
|                                    | Голы:               | |                   | Судьи: Партанен Ренн |
| Мартин Тёрнберг (Ю. Окерман) 07:24 | 0:1 1:1 1:2 1:3 1:4 | 05:04 Сергей Зиновьев (А. Радулов, Галимов) 11:37 Данис Зарипов (А. Морозов, А. Терещенко) 41:44 Сергей Зиновьев (О. Сапрыкин, В. Прошкин) 44:32 Сергей Мозякин (М. Сушинский) |                   | Судьи: Партанен Ренн |
|                                    |                     | |                   | Судьи: Партанен Ренн |
|                                    |                     | |                   | Судьи: Партанен Ренн |
|                                    |                     | |                   | Судьи: Партанен Ренн |
| 20 мин                             | Штраф               | 10 мин |                   | Судьи: Партанен Ренн |
|                                    |                     | |                   |                      |
|                                    | 24 (5+12+7)         | Броски | 37 (7+10+20)      |                      |

| 7 ноября 2009 16:30 | Финляндия | 2 : 1 (1:1, 0:0, 1:0) | Чехия | Хартвалл Арена, Хельсинки Зрителей: 11 562 |

| Отчёт                                                                            | Отчёт                     | Отчёт                                           | Отчёт                                    | Отчёт                    |
| -------------------------------------------------------------------------------- | ------------------------- | ----------------------------------------------- | ---------------------------------------- | ------------------------ |
|                                                                                  |                           |                                                 |                                          |                          |
|                                                                                  | Ииро Таркки 00:00 - 60:00 | Вратари                                         | 00:00 - 59:00, 59:51 - 60:00 Марек Шварц | Судьи: Виннеборг Ларкинг |
|                                                                                  | Голы:                     |                                                 |                                          | Судьи: Виннеборг Ларкинг |
| Микко Мяенпяя (М. Анттила, Л. Комаров) 08:49 Тони Салмелайнен (Я. Иммонен) 44:38 | 0:1 1:1 2:1               | 00:57 Ярослав Беднарж (Р. Червенка, Т. Ролинек) |                                          | Судьи: Виннеборг Ларкинг |
|                                                                                  |                           |                                                 |                                          | Судьи: Виннеборг Ларкинг |
|                                                                                  |                           |                                                 |                                          | Судьи: Виннеборг Ларкинг |
|                                                                                  |                           |                                                 |                                          | Судьи: Виннеборг Ларкинг |
| 4 мин                                                                            | Штраф                     | 10 мин                                          |                                          | Судьи: Виннеборг Ларкинг |
|                                                                                  |                           |                                                 |                                          |                          |
|                                                                                  | 24 (12+6+6)               | Броски                                          | 25 (13+6+6)                              |                          |

| 8 ноября 2009 13:00 | Чехия | 3 : 4 (OT) (2:0, 0:2, 1:1, 0:1) | Россия | Хартвалл Арена, Хельсинки Зрителей: 4201 |

| Отчёт | Отчёт                                       | Отчёт | Отчёт            | Отчёт                    |
| --- | ------------------------------------------- | --- | ---------------- | ------------------------ |
| |                                             | |                  |                          |
| | Марек Шварц                                 | Вратари | Василий Кошечкин | Судьи: Левонен Лааксонен |
| | Голы:                                       | |                  | Судьи: Левонен Лааксонен |
| Ян Булис (П. Брендл) 05:34 Павел Брендл (Я. Булис) 08:03 Ярослав Беднарж (Р. Червенка, К. Рахунек) бол 55:37 | 1:0 2:0 2:1 2:2 2:3 3:3 Овертайм 3:4 - бол. | 25:45 Олег Сапрыкин (В. Прошкин, М. Сушинский) 33:59 Сергей Мозякин (Калинин) 47:02 бол Данис Зарипов (И. Никулин) 62:17 бол Алексей Морозов (И. Никулин) |                  | Судьи: Левонен Лааксонен |
| |                                             | |                  | Судьи: Левонен Лааксонен |
| |                                             | |                  | Судьи: Левонен Лааксонен |
| |                                             | |                  | Судьи: Левонен Лааксонен |
| 32 мин | Штраф                                       | 22 мин |                  | Судьи: Левонен Лааксонен |
| |                                             | |                  |                          |
| | 34 (11+10+12+1)                             | Броски | 32 (9+13+7+3)    |                          |

| 8 ноября 2009 16:30 | Финляндия | 7 : 0 (2:0, 5:0, 0:0) | Швеция | Хартвалл Арена, Хельсинки Зрителей: 10 901 |

| Отчёт | Отчёт                       | Отчёт   | Отчёт                                                    | Отчёт                |
| --- | --------------------------- | ------- | -------------------------------------------------------- | -------------------- |
| |                             |         |                                                          |                      |
| | Петри Веханен 00:00 - 60:00 | Вратари | 00:00 - 40:00 Стефан Лив 40:00 - 60:00 Микаэль Теллквист | Судьи: Франо Йерабек |
| | Голы:                       |         |                                                          | Судьи: Франо Йерабек |
| Яркко Иммонен (Я. Латвала, В. Пелтонен) 05:07 Юкка Воутилайнен (В. Пелтонен, М. Сейкола) бол 07:41 Вилле Пелтонен (Н. Капанен) мен 26:06 Янне Нискала бол 34:17 Антти Пильстрем (П. Пуистола, П. Контиола) 36:26 Вилле Пелтонен (Сейкола, Капанен) бол 37:29 Яркко Иммонен (В. Пелтонен, Я. Нискала) бол 39:41 | 1:0 2:0 3:0 4:0 5:0 6:0 7:0 |         |                                                          | Судьи: Франо Йерабек |
| |                             |         |                                                          | Судьи: Франо Йерабек |
| |                             |         |                                                          | Судьи: Франо Йерабек |
| |                             |         |                                                          | Судьи: Франо Йерабек |
| 18 мин | Штраф                       | 18 мин  |                                                          | Судьи: Франо Йерабек |
| |                             |         |                                                          |                      |
| | 37 (13+19+5)                | Броски  | 27 (7+8+12)                                              |                      |

## Лучшие игроки
| Вратарь    | Петри Веханен   |               |
| Защитник   | Лассе Кукконен  |               |
| Нападающий | Алексей Морозов |               |
| Бомбардир  | Яркко Иммонен   | 5 (4+1) очков |

## Символическая сборная (версия журналистов)
Вратарь - Петри Веханен. 
Защитники - Виталий Прошкин (Россия), Микко Мяенпяя (Финляндия). 
Нападающие - Алексей Морозов, Яркко Иммонен, Данис Зарипов (Россия)

## Победитель Кубка Карьяла
| Победитель Кубка Карьяла 2009 |
| Россия Пятый титул            |